# Kanthararom (huyện)
Kanthararom (tiếng Thái: กันทรารมย์) là một huyện (Amphoe) ở đông bắc của tỉnh Sisaket, đông bắc Thái Lan.

## Lịch sử
Huyện được thành lập năm 1897, lúc đó có tên là Uthai Sisaket (อุทัยศีร์ษะเกษ). Huyện được đổi tên thành Kanthararom năm 1913. Năm 1926 Trụ sở huyện đã được dời đến Ban Khambon in tambon Dun.

## Địa lý
Các huyện giáp ranh (từ phía nam theo chiều kim đồng hồ) là: Non Khun, Nam Kliang, Mueang Sisaket và Yang Chum Noi of Tỉnh Sisaket, Khueang Nai, Mueang Ubon Ratchathani, Warin Chamrap và Samrong.

## Hành chính
Huyện này được chia thành 16 phó huyện (tambon), các đơn vị này lại được chia ra thành 169 làng (muban). Kanthararom là một thị trấn (thesaban tambon) nằm trên một phần của the tambon Dun. Có 16 Tổ chức hành chính tambon.
| STT. | Tên            | Tên Thái  | Số làng | Dân số |  |
| ---- | -------------- | --------- | ------- | ------ |  |
| 1.   | Dun            | ดูน        | 10      | 9.506  |  |
| 2.   | Non Sang       | โนนสัง     | 14      | 7.195  |  |
| 3.   | Nong Hua Chang | หนองหัวช้าง | 12      | 7.757  |  |
| 4.   | Yang           | ยาง       | 12      | 7.180  |  |
| 5.   | Nong Waeng     | หนองแวง   | 10      | 6.188  |  |
| 6.   | Nong Kaeo      | หนองแก้ว   | 7       | 4.443  |  |
| 7.   | Tham           | ทาม       | 11      | 7.942  |  |
| 8.   | Lathai         | ละทาย     | 9       | 6.213  |  |
| 9.   | Mueang Noi     | เมืองน้อย   | 10      | 4.555  |  |
| 10.  | I Pat          | อีปาด      | 5       | 3.449  |  |
| 11.  | Bua Noi        | บัวน้อย     | 11      | 5.777  |  |
| 12.  | Nong Bua       | หนองบัว    | 7       | 3.914  |  |
| 13.  | Du             | ดู่         | 8       | 4.134  |  |
| 14.  | Phak Phaeo     | ผักแพว     | 18      | 8.367  |  |
| 15.  | Chan           | จาน       | 15      | 8.313  |  |
| 20.  | Kham Niam      | คำเนียม    | 10      | 5.437  |  |

Các con số không có trong bảng này là tambon nay tạo thành huyện Nam Kliang.